# Municipio de Shoal Creek (Misuri)
El municipio de Shoal Creek (en inglés: Shoal Creek Township) es un municipio ubicado en el condado de Newton en el estado estadounidense de Misuri. En el año 2010 tenía una población de 12829 habitantes y una densidad poblacional de 107,87 personas por km².

## Geografía
El municipio de Shoal Creek se encuentra ubicado en las coordenadas 37°1′21″N 94°30′34″O / 37.02250, -94.50944. Según la Oficina del Censo de los Estados Unidos, el municipio tiene una superficie total de 118.93 km², de la cual 117.71 km² corresponden a tierra firme y (1.02%) 1.21 km² es agua.

## Demografía
Según el censo de 2010, había 12829 personas residiendo en el municipio de Shoal Creek. La densidad de población era de 107,87 hab./km². De los 12829 habitantes, el municipio de Shoal Creek estaba compuesto por el 91.81% blancos, el 0.95% eran afroamericanos, el 1.82% eran amerindios, el 1.78% eran asiáticos, el 0.1% eran isleños del Pacífico, el 1.04% eran de otras razas y el 2.5% pertenecían a dos o más razas. Del total de la población el 3.01% eran hispanos o latinos de cualquier raza.